# 新巴爾卡
49°5′45″N 35°58′37″E / 49.09583°N 35.97694°E
新巴爾卡（烏克蘭語：Нова Балка），是烏克蘭東部的村莊，隸屬哈爾科夫州的別列斯京區。該村始建於1885年，面積0.09平方公里，海拔高度112米，2001年人口30，人口密度每平方公里333.3人。